# Grasshopper Club Zürich 2006-2007
Questa voce raccoglie le informazioni riguardanti il Grasshopper Club Zürich nelle competizioni ufficiali della stagione 2006-2007.

## Stagione
Nella stagione 2006-2007 il Grasshoppers, allenato da Krasimir Balăkov e Carlos Bernegger, concluse il campionato di Super League al 6º posto. In Coppa Svizzera il Grasshoppers fu eliminato ai quarti di finale dal Lucerna. In Coppa Intertoto il Grasshoppers vinse il terzo turno con il Gent. In Coppa UEFA il Grasshoppers fu eliminato nella fase a gironi.

## Rosa
| N. |                     | Ruolo | Calciatore        |
| -- | ------------------- | ----- | ----------------- |
| 1  | Svizzera (bandiera) | P     | Fabio Coltorti    |
| 2  | Germania (bandiera) | D     | Matthias Langkamp |
| 3  | Brasile (bandiera)  | D     | Weligton          |
| 4  | Svizzera (bandiera) | D     | Roland Schwegler  |
| 5  | Messico (bandiera)  | D     | Aarón Galindo     |
| 8  | Svizzera (bandiera) | C     | Michel Renggli    |
| 9  | Brasile (bandiera)  | A     | Aílton            |
| 10 | Brasile (bandiera)  | C     | Wesley            |
| 11 | Tunisia (bandiera)  | D     | Yassine Mikari    |
| 13 | Svizzera (bandiera) | D     | Luca Denicolá     |
| 14 | Svizzera (bandiera) | C     | Dusan Pavlovic    |
| 16 | Perù (bandiera)     | C     | Rinaldo Cruzado   |
| 18 | Svizzera (bandiera) | P     | Manuel Huber      |
| 19 | Spagna (bandiera)   | C     | Diego León        |

| N. |                         | Ruolo | Calciatore                |
| -- | ----------------------- | ----- | ------------------------- |
| 20 | RD del Congo (bandiera) | A     | Mbala Mbuta Biscotte      |
| 21 | Serbia (bandiera)       | A     | Sreto Ristić              |
| 22 | Portogallo (bandiera)   | C     | Roberto Pinto             |
| 23 | Spagna (bandiera)       | C     | Raúl Cabanas              |
| 24 | Haiti (bandiera)        | D     | Kim Jaggy                 |
| 26 | Svizzera (bandiera)     | P     | Dragan Đukic              |
| 27 | Svizzera (bandiera)     | D     | Kay Voser                 |
| 29 | Svizzera (bandiera)     | D     | Marc Lütolf               |
| 30 | Brasile (bandiera)      | C     | Antônio Carlos dos Santos |
| 31 | Svizzera (bandiera)     | A     | David Blumer              |
| 32 | Svizzera (bandiera)     | D     | Scott Sutter              |
| 34 | Venezuela (bandiera)    | C     | Frank Feltscher           |
| 35 | Serbia (bandiera)       | C     | Vero Salatic              |

## Organigramma societario
Area tecnica
- Allenatore: Carlos Bernegger
- Allenatore in seconda: Petăr Aleksandrov, Walter Grüter, Rainer Widmayer, Murat Yakın
- Preparatore dei portieri: Stefan Huber
- Preparatori atletici:

## Calciomercato

### Sessione estiva
| Acquisti | Acquisti             | Acquisti          | Acquisti |
| R.       | Nome                 | da                | Modalità |
| -------- | -------------------- | ----------------- | -------- |
| A        | Mbala Mbuta Biscotte | Yverdon           |          |
| C        | Diego León           | Arminia Bielefeld |          |
| D        | Matthias Langkamp    | Wolfsburg         |          |
| C        | Richmond Rak         | Losanna           |          |
| A        | Sreto Ristić         | Stoccarda II      |          |
| C        | Roberto Pinto        | Arminia Bielefeld |          |
| D        | Weligton             | Penafiel          |          |

| Cessioni | Cessioni            | Cessioni        | Cessioni |
| R.       | Nome                | a               | Modalità |
| -------- | ------------------- | --------------- | -------- |
| A        | Antonio Aiello      | Grasshoppers II |          |
| C        | Tariq Chihab        | Sion            |          |
| P        | Dragan Đukic        | Grasshoppers II |          |
| P        | Peter Jehle         | Boavista        |          |
| A        | Leandro             | Thun            |          |
| D        | Aleksandar Mitreski | Colonia         |          |
| C        | Vladimir Peralta    | Grasshoppers II |          |
| A        | Rogério             | Aarau           |          |
| C        | Leonel Romero       | Grasshoppers II |          |
| C        | Alexander Viveros   | Deportivo Cali  |          |

### Sessione invernale
| Acquisti | Acquisti        | Acquisti     | Acquisti |
| R.       | Nome            | da           | Modalità |
| -------- | --------------- | ------------ | -------- |
| A        | Aílton          | Stella Rossa |          |
| D        | Aarón Galindo   | Hércules     |          |
| C        | Wesley          | Alavés       |          |
| D        | Yassine Mikari  | Winterthur   |          |
| C        | Rinaldo Cruzado | Alianza Lima |          |

| Cessioni | Cessioni       | Cessioni        | Cessioni |
| R.       | Nome           | a               | Modalità |
| -------- | -------------- | --------------- | -------- |
| A        | Demba Touré    | Dinamo Kiev     |          |
| C        | Gerardo Seoane | Lucerna         |          |
| A        | Eduardo        | Guingamp        |          |
| C        | Richmond Rak   | Neuchâtel Xamax |          |

## Risultati

### Super League

#### Prima fase, girone di andata
| Zurigo 19 luglio 2006, ore 19:45 CEST 1ª giornata | Grasshoppers | 0 – 0 referto | Sion | Hardturm (5 000 spett.)\| Arbitro: \| Petignat \| |
| Arbitro:                                          | Petignat     |               |      |                                                   |

| San Gallo 25 luglio 2006, ore 19:45 CEST 2ª giornata | San Gallo | 0 – 0 referto | Grasshoppers | Stadio Espenmoos (9 500 spett.)\| Arbitro: \| Circhetta \| |
| Arbitro:                                             | Circhetta |               |              |                                                            |

| Arbitro: | Bertolini |

|                                         |           |             |
| Santos 6’, 30’ (rig.), 36’ Biscotte 78’ | Marcatori | 79’ Leandro |

| Arbitro: | Kever |

|                                   |           |                                   |
| Majstorović 30’ (rig.) Petrić 80’ | Marcatori | 37’ Ristić 47’ Santos 49’ Renggli |

| Arbitro: | Rutz |

|                       |           |  |
| Ristić 8’ Eduardo 34’ | Marcatori |  |

| Arbitro: | Busacca |

|                                |           |             |
| Cesar 40’ (rig.) Margairaz 49’ | Marcatori | 88’ Salatic |

| Arbitro: | Grobelnik |

|                                 |           |             |
| León 30’ Eduardo 35’ Blumer 85’ | Marcatori | 63’ Rogério |

| Arbitro: | Salm |

|             |           |                                  |
| Häberli 45’ | Marcatori | 10’ Sutter 18’ Ristić 29’ Santos |

| Arbitro: | Circhetta |

|                                                                 |           |  |
| Ristić 31’ Santos 45’ (rig.) Pinto 60’ Salatic 64’ Biscotte 80’ | Marcatori |  |

#### Prima fase, girone di ritorno
| Arbitro: | Kever |

|                        |           |                                |
| Kuljić 25’ Ahouéya 67’ | Marcatori | 62’ (rig.) Santos 68’ Weligton |

| Arbitro: | Laperrière |

|                                           |           |             |
| Eduardo 2’ Renggli 6’ Ristić 10’ León 90’ | Marcatori | 43’ Marazzi |

| Arbitro: | Kever |

|  |           |            |
|  | Marcatori | 61’ Ristić |

| Arbitro: | Busacca |

|              |           |                           |
| Langkamp 67’ | Marcatori | 10’ Petrić 25’ Kuzmanović |

| Arbitro: | Salm |

|  |           |             |
|  | Marcatori | 79’ Eduardo |

| Arbitro: | Bertolini |

|  |           |           |
|  | Marcatori | 12’ Eudis |

| Arbitro: | Busacca |

|              |           |  |
| Paulinho 89’ | Marcatori |  |

| Arbitro: | Wildhaber |

|            |           |                       |
| Ristić 69’ | Marcatori | 51’ (rig.), 58’ Yakın |

| Arbitro: | Grossen |

|                                    |           |                         |
| Neri 2’ Truckenbrod 13’ Tarone 61’ | Marcatori | 30’, 67’, 72’ Schwegler |

#### Seconda fase, girone di andata
| Zurigo 10 febbraio 2007, ore 17:45 CET 19ª giornata | Grasshoppers | 0 – 0 referto | Zurigo | Hardturm (15 000 spett.)\| Arbitro: \| Bertolini \| |
| Arbitro:                                            | Bertolini    |               |        |                                                     |

| Arbitro: | Wermelinger |

|  |           |                         |
|  | Marcatori | 49’ Galindo 88’ Renggli |

| Arbitro: | Grossen |

|            |           |  |
| Aílton 54’ | Marcatori |  |

| Arbitro: | Wildhaber |

|                   |           |                                                            |
| Aílton 90’ (rig.) | Marcatori | 11’ Rakitić 45’ Sterjovski 51’, 66’ Petrić 88’ Majstorović |

| Arbitro: | Busacca |

|               |           |            |
| Obradović 68’ | Marcatori | 74’ Wesley |

| Arbitro: | Wermelinger |

|                                                        |           |  |
| Sutter 31’ Galindo 33’ Aílton 45’ Voser 54’ Santos 81’ | Marcatori |  |

| Arbitro: | Kever |

|             |           |  |
| Häberli 13’ | Marcatori |  |

| San Gallo 7 aprile 2007, ore 17:45 CEST 26ª giornata | San Gallo | 0 – 0 referto | Grasshoppers | Stadio Espenmoos (11 300 spett.)\| Arbitro: \| Gangl \| |
| Arbitro:                                             | Gangl     |               |              |                                                         |

| Arbitro: | Petignat |

|            |           |                          |
| Ristić 50’ | Marcatori | 56’ Sereinig 90’ Todisco |

#### Seconda fase, girone di ritorno
| Arbitro: | Busacca |

|          |           |            |
| Neri 28’ | Marcatori | 76’ Aílton |

| Arbitro: | Grossen |

|            |           |           |
| Aílton 22’ | Marcatori | 72’ Garat |

| Arbitro: | Laperrière |

|          |           |                        |
| León 45’ | Marcatori | 6’ Yakın 66’ Schwegler |

| Arbitro: | Studer |

|             |           |                                                       |
| Tchouga 79’ | Marcatori | 10’ Santos 39’, 58’, 90’ Aílton 51’ Mikari 90’ Blumer |

| Zurigo 9 maggio 2007, ore 19:45 CEST 32ª giornata | Grasshoppers | 0 – 0 referto | Sion | Hardturm (2 800 spett.)\| Arbitro: \| Zimmermann \| |
| Arbitro:                                          | Zimmermann   |               |      |                                                     |

| Arbitro: | Bertolini |

|                                        |           |  |
| Majstorović 8’, 90’ (rig.) Rakitić 54’ | Marcatori |  |

| Aarau 16 maggio 2007, ore 19:45 CEST 34ª giornata | Aarau      | 0 – 0 referto | Grasshoppers | Stadion Brügglifeld (5 000 spett.)\| Arbitro: \| Laperrière \| |
| Arbitro:                                          | Laperrière |               |              |                                                                |

| Arbitro: | Zimmermann |

|  |           |                                  |
|  | Marcatori | 7’ Bühler 39’ Došek 67’ Ferreira |

| Arbitro: | Busacca |

|                          |           |  |
| Santos 42’ Margairaz 90’ | Marcatori |  |

### Coppa Svizzera
| 27 agosto 2006, ore 15:00 CEST Primo turno | Biaschesi | 1 – 5 | Grasshoppers |  |

| 1º ottobre 2006, ore 15:30 CEST Secondo turno | YF Juventus | 3 – 4 | Grasshoppers |  |

| 11 novembre 2006, ore 17:45 CET Ottavi di finale | Grasshoppers | 1 – 0 | Thun |  |

| 14 marzo 2007, ore 19:45 CET Quarti di finale | Lucerna | 3 – 1 | Grasshoppers |  |

### Coppa Intertoto
| Arbitro: | Richmond |

|                        |           |  |
| Touré 48’ Biscotte 68’ | Marcatori |  |

| Arbitro: | Berezka |

|  |           |                          |
|  | Marcatori | 52’ Pavlovic 85’ Eduardo |

| Arbitro: | Corpodean |

|                        |           |             |
| Ristić 50’ Salatic 57’ | Marcatori | 2’ Żewłakow |

| Arbitro: | Stålhammar |

|           |           |             |
| Foley 67’ | Marcatori | 64’ Eduardo |

### Coppa UEFA

#### Preliminari
| Arbitro: | Dean |

|             |           |           |
| Horváth 90’ | Marcatori | 70’ Pinto |

| Arbitro: | Kuipers |

|                      |           |  |
| Sutter 5’ Santos 24’ | Marcatori |  |

#### Fase a eliminazione diretta
| Arbitro: | Courtney |

|  |           |                                 |
|  | Marcatori | 12’ León 28’ Eduardo 57’ Sutter |

| Arbitro: | Paniashvili |

|                                                             |           |  |
| Blumer 29’ Sutter 31’ Schwegler 57’ Eduardo 60’ Renggli 67’ | Marcatori |  |

#### Fase a gironi
| Arbitro: | Briakos |

|                          |           |                                                         |
| Biscotte 29’ Eduardo 62’ | Marcatori | 48’ Arveladze 56’ de Zeeuw 78’, 90’ Dembélé 90’ Martens |

| Arbitro: | Verbist |

|                                                   |           |              |
| Blažek 7’ Zápotočný 21’ Papoušek 68’ Frejlach 90’ | Marcatori | 9’ Schwegler |

| Arbitro: | Genov |

|  |           |                                       |
|  | Marcatori | 12’, 53’ Alves 62’ Chevantón 84’ Kepa |

| Arbitro: | Ivanov |

|                           |           |  |
| Pinto 61’ Castanheira 90’ | Marcatori |  |

## Statistiche

### Statistiche di squadra
| Competizione    | Punti | In casa | In casa | In casa | In casa | In casa | In casa | In trasferta | In trasferta | In trasferta | In trasferta | In trasferta | In trasferta | Totale | Totale | Totale | Totale | Totale | Totale | DR  |
| Competizione    | Punti | G       | V       | N       | P       | Gf      | Gs      | G            | V            | N            | P            | Gf           | Gs           | G      | V      | N      | P      | Gf     | Gs     | DR  |
| --------------- | ----- | ------- | ------- | ------- | ------- | ------- | ------- | ------------ | ------------ | ------------ | ------------ | ------------ | ------------ | ------ | ------ | ------ | ------ | ------ | ------ | --- |
| Super League    | 50    | 18      | 7       | 4       | 7       | 30      | 21      | 18           | 6            | 7            | 5            | 24           | 20           | 36     | 13     | 11     | 12     | 54     | 41     | +13 |
| Coppa Svizzera  | -     | 1       | 1       | 0       | 0       | 1       | 0       | 3            | 2            | 0            | 1            | 10           | 7            | 4      | 3      | 0      | 1      | 11     | 7      | +4  |
| Coppa Intertoto | -     | 2       | 2       | 0       | 0       | 4       | 1       | 2            | 1            | 1            | 0            | 3            | 1            | 4      | 3      | 1      | 0      | 7      | 2      | +5  |
| Coppa UEFA      | -     | 4       | 2       | 0       | 2       | 9       | 9       | 4            | 1            | 1            | 2            | 5            | 7            | 8      | 3      | 1      | 4      | 14     | 16     | -2  |
| Totale          | 50    | 25      | 12      | 4       | 9       | 44      | 31      | 27           | 10           | 9            | 8            | 42           | 35           | 52     | 22     | 13     | 17     | 86     | 66     | +20 |

### Andamento in campionato
| Giornata  | 1 | 2 | 3 | 4 | 5 | 6 | 7 | 8 | 9 | 10 | 11 | 12 | 13 | 14 | 15 | 16 | 17 | 18 | 19 | 20 | 21 | 22 | 23 | 24 | 25 | 26 | 27 | 28 | 29 | 30 | 31 | 32 | 33 | 34 | 35 | 36 |
| --------- | - | - | - | - | - | - | - | - | - | -- | -- | -- | -- | -- | -- | -- | -- | -- | -- | -- | -- | -- | -- | -- | -- | -- | -- | -- | -- | -- | -- | -- | -- | -- | -- | -- |
| Luogo     | C | T | C | T | C | T | C | T | C | T  | C  | T  | C  | T  | C  | T  | C  | T  | C  | T  | C  | C  | T  | C  | T  | T  | C  | T  | C  | C  | T  | C  | T  | T  | C  | T  |
| Risultato | N | N | V | V | V | P | V | V | V | N  | V  | V  | P  | V  | P  | P  | P  | N  | N  | V  | V  | P  | N  | V  | P  | N  | P  | N  | N  | P  | V  | N  | P  | N  | P  | P  |
| Posizione | 8 | 7 | 3 | 3 | 2 | 3 | 3 | 3 | 1 | 3  | 2  | 1  | 1  | 1  | 2  | 3  | 4  | 4  | 4  | 4  | 3  | 4  | 4  | 4  | 4  | 5  | 5  | 5  | 5  | 6  | 6  | 6  | 6  | 6  | 6  | 6  |

Legenda:

Luogo: C = Casa; T = Trasferta. Risultato: V = Vittoria; N = Pareggio; P = Sconfitta.

### Statistiche dei giocatori
| Giocatore    | Super League | Super League | Super League | Super League | Coppa Intertoto | Coppa Intertoto | Coppa Intertoto | Coppa Intertoto | Coppa UEFA | Coppa UEFA | Coppa UEFA  | Coppa UEFA | Totale   | Totale | Totale      | Totale     |
| Giocatore    | Presenze     | Reti         | Ammonizioni  | Espulsioni   | Presenze        | Reti            | Ammonizioni     | Espulsioni      | Presenze   | Reti       | Ammonizioni | Espulsioni | Presenze | Reti   | Ammonizioni | Espulsioni |
| ------------ | ------------ | ------------ | ------------ | ------------ | --------------- | --------------- | --------------- | --------------- | ---------- | ---------- | ----------- | ---------- | -------- | ------ | ----------- | ---------- |
| A. Aílton    | 13           | 8            | 1            | 1            | 0               | 0               | 0               | 0               | 0          | 0          | 0           | 0          | 13       | 8      | 1           | 1          |
| M. Biscotte  | 22           | 2            | 1            | 0            | 4               | 1               | 0               | 0               | 5          | 1          | 0           | 0          | 31       | 4      | 1           | 0          |
| D. Blumer    | 15           | 2            | 0            | 0            | 0               | 0               | 0               | 0               | 4          | 1          | 1           | 0          | 19       | 3      | 1           | 0          |
| R. Cabanas   | 0            | 0            | 0            | 0            | 0               | 0               | 0               | 0               | 0          | 0          | 0           | 0          | 0        | 0      | 0           | 0          |
| F. Coltorti  | 35           | 0            | 6            | 0            | 3               | 0               | 1               | 0               | 8          | 0          | 0           | 0          | 46       | 0      | 7           | 0          |
| R. Cruzado   | 5            | 0            | 3            | 0            | 0               | 0               | 0               | 0               | 0          | 0          | 0           | 0          | 5        | 0      | 3           | 0          |
| L. Denicolá  | 3            | 0            | 0            | 0            | 1               | 0               | 0               | 0               | 2          | 0          | 0           | 0          | 6        | 0      | 0           | 0          |
| E. Eduardo   | 18           | 4            | 1            | 0            | 3               | 2               | 1               | 0               | 7          | 3          | 0           | 0          | 28       | 9      | 2           | 0          |
| F. Feltscher | 4            | 0            | 0            | 0            | 0               | 0               | 0               | 0               | 1          | 0          | 0           | 0          | 5        | 0      | 0           | 0          |
| A. Galindo   | 15           | 2            | 1            | 0            | 0               | 0               | 0               | 0               | 0          | 0          | 0           | 0          | 15       | 2      | 1           | 0          |
| M. Huber     | 0            | 0            | 0            | 0            | 0               | 0               | 0               | 0               | 0          | 0          | 0           | 0          | 0        | 0      | 0           | 0          |
| K. Jaggy     | 21           | 0            | 2            | 0            | 4               | 0               | 0               | 0               | 8          | 0          | 1           | 0          | 33       | 0      | 3           | 0          |
| M. Langkamp  | 12           | 1            | 1            | 0            | 4               | 0               | 0               | 0               | 2          | 0          | 0           | 0          | 18       | 1      | 1           | 0          |
| D. León      | 25           | 3            | 5            | 0            | 1               | 0               | 0               | 0               | 7          | 1          | 0           | 0          | 33       | 4      | 5           | 0          |
| M. Lütolf    | 0            | 0            | 0            | 0            | 0               | 0               | 0               | 0               | 0          | 0          | 0           | 0          | 0        | 0      | 0           | 0          |
| Y. Mikari    | 17           | 1            | 4            | 0            | 0               | 0               | 0               | 0               | 0          | 0          | 0           | 0          | 17       | 1      | 4           | 0          |
| D. Pavlovic  | 2            | 0            | 1            | 0            | 2               | 1               | 0               | 0               | 2          | 0          | 0           | 0          | 6        | 1      | 1           | 0          |
| R. Pinto     | 31           | 1            | 2            | 1            | 1               | 0               | 0               | 0               | 6          | 1          | 1           | 0          | 38       | 2      | 3           | 1          |
| R. Rak       | 1            | 0            | 0            | 0            | 0               | 0               | 0               | 0               | 0          | 0          | 0           | 0          | 1        | 0      | 0           | 0          |
| M. Renggli   | 35           | 3            | 2            | 0            | 4               | 0               | 0               | 0               | 4          | 1          | 0           | 0          | 43       | 4      | 2           | 0          |
| S. Ristić    | 27           | 8            | 2            | 0            | 4               | 1               | 0               | 0               | 7          | 0          | 0           | 0          | 38       | 9      | 2           | 0          |
| V. Salatic   | 26           | 2            | 6            | 1            | 4               | 1               | 0               | 0               | 7          | 0          | 3           | 0          | 37       | 3      | 9           | 1          |
| A. Santos    | 32           | 9            | 4            | 0            | 4               | 0               | 0               | 0               | 8          | 1          | 1           | 0          | 44       | 10     | 5           | 0          |
| R. Schwegler | 20           | 3            | 5            | 1            | 4               | 0               | 0               | 0               | 5          | 2          | 2           | 0          | 29       | 5      | 7           | 1          |
| G. Seoane    | 14           | 0            | 3            | 0            | 4               | 0               | 1               | 0               | 4          | 0          | 0           | 0          | 22       | 0      | 4           | 0          |
| S. Sutter    | 28           | 2            | 2            | 0            | 4               | 0               | 1               | 0               | 8          | 3          | 0           | 0          | 40       | 5      | 3           | 0          |
| D. Touré     | 14           | 0            | 0            | 0            | 3               | 1               | 0               | 0               | 6          | 0          | 0           | 0          | 23       | 1      | 0           | 0          |
| K. Voser     | 18           | 1            | 2            | 0            | 0               | 0               | 0               | 0               | 3          | 0          | 0           | 0          | 21       | 1      | 2           | 0          |
| W. Weligton  | 30           | 1            | 8            | 0            | 1               | 0               | 0               | 0               | 8          | 0          | 2           | 0          | 39       | 1      | 10          | 0          |
| W. Wesley    | 13           | 1            | 2            | 0            | 0               | 0               | 0               | 0               | 0          | 0          | 0           | 0          | 13       | 1      | 2           | 0          |
| D. Đukic     | 1            | 0            | 0            | 0            | 1               | 0               | 0               | 0               | 0          | 0          | 0           | 0          | 2        | 0      | 0           | 0          |